# Раваничка пећина
Раваничка пећина је мала крашка пећина недалеко од манастира Раваница. Налази се у близини села Сења у општини Ћуприја. Године 2007. догодила се трагедија у којој су животе изгубили београдски спелеолози. Удавили су се ронећи у једном од канала пећине. Животе су изгубили Бошко Маджаревић (23), Бојан Борокић (25), Саша Чолић (35) из Београда и Филип Аврамовић (24) из Младеновца. Узрок смрти је било или струјање ваздуха или превише угљен-моноксида.

## Опис природног добра
Главни отвор широк је око 7 м и висок 4,5 м, одакле се улази у пространу дворану неправилног облика. Дужина пећине је 1.049 м. На 800 метру почиње мало језеро површине 8 x 4 м. За време већих киша вода из језера избија кроз улаз.

## Легенда
Према предању ту се налази закопано благо кнеза Лазара. После Косовског боја , почела су пустошења манастира по Србији. Монаси из Раванице су у жељи да заштите манастирско богатство сакрили благо у пећину.
Данас је ова пећина још недовољно истражена. У њеној дубини се налази језеро које није лако прећи.

## Режим заштите
Раваничка пећина је споменик природе спелеолошког карактера. Завод за заштиту и научно проучавање природних реткости НР Србије, Решењем бр. 22. од 4.V.1951.године, ставио је под заштиту државе „Раваничку пећину“ на територији МНО Сење, СНО раванички у Ћуприји. (на основу чл.1,2,3 ст.1 и чл.27 Закона о заштити споменика културе и природних реткости).